# Matt Walsh
Matthew Vincent Walsh es un exjugador de baloncesto  estadounidense nacido el 2 de diciembre de 1982 en Holland, Pensilvania (Estados Unidos). Mide 1'99 metros y habitualmente juega en la posición de escolta o alero. Se retiró en 2015.

## Carrera
Matt Walsh fichó como agente libre con los Miami Heat, de la NBA, procedente de la Universidad de Florida. Jugó dos partidos en la NBA. Posteriormente, en el 2006 fichó con los New Jersey Nets, para ser despedido en octubre.
En la temporada 2006-2007, Walsh jugó con el Olympia Larissa BC de la liga griega. Fue uno de los mejores jugadores de la liga ese año promediando 17'8 puntos por partido.
En ese mismo verano participó en la NBA Summer League con los Cleveland Cavaliers. Tras esto firmó un contrato de un año con el entonces Ricoh Manresa de la liga ACB española.
En agosto del 2009 firmó con el KK Olimpija Ljubljana, de la liga eslovena.
En noviembre de 2011 ficha por el Club Baloncesto Murcia con objeto de reforzar la zona exterior ante la baja de Rob Kurz, dónde formaría parte durante dos meses del equipo murciano en su retorno a la Liga Endesa.
El 6 de enero se conoce su fichaje por el Caja Laboral Baskonia, el alero americano cortado en tierras murcianas llega a Vitoria con un mes de contrato para cubrir la baja que deja la lesión de Pau Ribas, prorrogable según su rendimiento y las impresiones que saque Duško Ivanović.
En febrero de 2012 el club vitoriano decide no extender el contrato que le unía al jugador ya que Walsh ha disputado tan solo 4 encuentros de liga con el equipo baskonista, promediando tan solo 2 puntos por partido.
Un par de semanas más tarde pone rumbo a Ucrania donde jugará en Azovmash Mariupol.

## Trayectoria
- Universidad de Florida (2002-2005)
- Miami Heat (2005)
- Arkansas RimRockers (2006)
- Olympia Larissa BC (2006-2007)
- Ricoh Manresa (2007)
- Spirou Charleroi (2008-2009)
- KK Olimpija Ljubljana (2009-2010)
- Aris BC (2010)
- ASVEL Lyon-Villeurbanne (2010-2011)
- Club Baloncesto Murcia (2011-2012)
- Caja Laboral Baskonia (2012)
- SC Mariupol (2012)
- Spirou Charleroi (2012-2013)
- Brose Baskets (2013)
- Virtus Bolonia (2013-2014)
- Olin Edirne (2014-2015)